# ارتفاعات دایمند (سان‌فرانسیکو)
ارتفاعات دایمند (به انگلیسی: Diamond Heights) یک منطقهٔ مسکونی در ایالات متحده آمریکا است که در سان فرانسیسکو واقع شده‌است. ارتفاعات دایمند ۲٬۳۳۲ نفر جمعیت دارد.